# Station Lessay
Station Lessay is een spoorwegstation in de Franse gemeente Lessay. Het station is gesloten.